# Setmana Ciclista Valenciana 2024
La 8e édition de la Setmana Ciclista Valenciana a lieu du 15 au 18 février 2024. La course fait partie du calendrier UCI féminin en catégorie 2.Pro.
Elisa Balsamo remporte la première étape au sprint. Marlen Reusser sort le lendemain seule à six kilomètres et n'est plus reprise. Elle prend la tête du classement général. Sa coéquipière Niamh Fisher-Black s'impose sur la difficile troisième étape. Balsamo remporte l'ultime étape au sprint. Marlen Reusser gagne l'épreuve devant Katarzyna Niewiadoma et Niamh Fisher-Black. Anne Dijkstra  remporte le classement par points, Olha Kulynych  celui de la meilleure grimpeuse et Shirin van Anrooij  celui de la meilleure jeune. Canyon-SRAM est la meilleure équipe.

## Équipes
| UCI Women's WorldTeams (8)- Canyon-SRAM Racing - Ceratizit-WNT Pro Cycling - Fenix-Deceuninck - Lidl-Trek - Liv AlUla Jayco - SD Worx-Protime - Team Visma \| Lease a Bike - UAE Team ADQ Équipes féminines continentales (5)- Cofidis - Eneicat-CMTeam - Hess Cycling Team - Laboral Kutxa-Fundacion Euskadi - Lotto Dstny Ladies Équipe féminine amateur- Massi Baix Ter |
| |

## Parcours
Le parcours est vallonné sur toutes les étapes. La troisième étape est montagneuse. 

## Étapes
| Étape     | Date    | Villes étapes                     | type              | Distance (km) | Vainqueur d'étape  | Leader du classement général |
| --------- | ------- | --------------------------------- | ----------------- | ------------- | ------------------ | ---------------------------- |
| 1re étape | 15 fév. | Tavernes de la Valldigna – Gandia | étape vallonnée   | 113           | Elisa Balsamo      | Elisa Balsamo                |
| 2e étape  | 16 fév. | Borriol – La Vall d'Uixó          | étape vallonnée   | 117           | Marlen Reusser     | Marlen Reusser               |
| 3e étape  | 17 fév. | Alicante – Xorret de Catí         | étape de montagne | 129           | Niamh Fisher-Black | Marlen Reusser               |
| 4e étape  | 18 fév. | Sagonte – Valence                 | étape vallonnée   | 118           | Elisa Balsamo      | Marlen Reusser               |

## Déroulement de la course

### 1reétape
Marjolein van't Geloof et Laura Molenaar forment la première échappée. Elles sont reprises. À soixante kilomètres de l'arrivée, Anneke Dijkstra et Victoire Berteau sortent à leur tour. La Française résiste plus longtemps au retour du peloton, mais l'étape se termine au sprint. Elisa Balsamo se montre la plus rapide.
| \| Classement de l'étape \| Classement de l'étape \| Classement de l'étape \| Classement de l'étape \| Classement de l'étape \| \| Coureuse \| Coureuse \| Pays \| Équipe \| Temps \| \| --------------------- \| --------------------- \| --------------------- \| -------------------------- \| --------------------- \| \| 1re \| Elisa Balsamo \| Italie \| Lidl-Trek \| 2 h 54 min 45 s \| \| 2e \| Marianne Vos \| Pays-Bas \| Team Visma \\| Lease a Bike \| + 0 s \| \| 3e \| Noemi Rüegg \| Suisse \| EF Education-Cannondale \| + 0 s \| \| 4e \| Katarzyna Niewiadoma \| Pologne \| Canyon-SRAM Racing \| + 0 s \| \| 5e \| Marta Lach \| Pologne \| Ceratizit-WNT Pro Cycling \| + 0 s \| \| 6e \| Olivia Baril \| Canada \| Movistar Team \| + 0 s \| \| 7e \| Christine Majerus \| Luxembourg \| SD Worx-Protime \| + 0 s \| \| 8e \| Arlenis Sierra \| Cuba \| Movistar Team \| + 0 s \| \| 9e \| Elena Cecchini \| Italie \| SD Worx-Protime \| + 0 s \| \| 10e \| Amalie Dideriksen \| Danemark \| Uno-X Mobility \| + 0 s \| |                      |            |                            |                 |
| |                      |            |                            |                 |
| |                      |            |                            |                 |
| Classement de l'étape |                      |            |                            |                 |
| Coureuse | Coureuse             | Pays       | Équipe                     | Temps           |
| 1re | Elisa Balsamo        | Italie     | Lidl-Trek                  | 2 h 54 min 45 s |
| 2e | Marianne Vos         | Pays-Bas   | Team Visma \| Lease a Bike | + 0 s           |
| 3e | Noemi Rüegg          | Suisse     | EF Education-Cannondale    | + 0 s           |
| 4e | Katarzyna Niewiadoma | Pologne    | Canyon-SRAM Racing         | + 0 s           |
| 5e | Marta Lach           | Pologne    | Ceratizit-WNT Pro Cycling  | + 0 s           |
| 6e | Olivia Baril         | Canada     | Movistar Team              | + 0 s           |
| 7e | Christine Majerus    | Luxembourg | SD Worx-Protime            | + 0 s           |
| 8e | Arlenis Sierra       | Cuba       | Movistar Team              | + 0 s           |
| 9e | Elena Cecchini       | Italie     | SD Worx-Protime            | + 0 s           |
| 10e | Amalie Dideriksen    | Danemark   | Uno-X Mobility             | + 0 s           |

| \| Classement général \| Classement général \| Classement général \| Classement général \| Classement général \| \| Coureuse \| Coureuse \| Pays \| Équipe \| Temps \| \| ------------------ \| -------------------- \| ------------------ \| -------------------------- \| ------------------ \| \| 1re \| Elisa Balsamo \| Italie \| Lidl-Trek \| 2 h 54 min 35 s \| \| 2e \| Marianne Vos \| Pays-Bas \| Team Visma \\| Lease a Bike \| + 4 s \| \| 3e \| Noemi Rüegg \| Suisse \| EF Education-Cannondale \| + 6 s \| \| 4e \| Anneke Dijkstra \| Pays-Bas \| VolkerWessels \| + 7 s \| \| 5e \| Victoire Berteau \| France \| Cofidis \| + 8 s \| \| 6e \| Katarzyna Niewiadoma \| Pologne \| Canyon-SRAM Racing \| + 10 s \| \| 7e \| Marta Lach \| Pologne \| Ceratizit-WNT Pro Cycling \| + 10 s \| \| 8e \| Olivia Baril \| Canada \| Movistar Team \| + 10 s \| \| 9e \| Christine Majerus \| Luxembourg \| SD Worx-Protime \| + 10 s \| \| 10e \| Arlenis Sierra \| Cuba \| Movistar Team \| + 10 s \| |                      |            |                            |                 |
| |                      |            |                            |                 |
| |                      |            |                            |                 |
| Classement général |                      |            |                            |                 |
| Coureuse | Coureuse             | Pays       | Équipe                     | Temps           |
| 1re | Elisa Balsamo        | Italie     | Lidl-Trek                  | 2 h 54 min 35 s |
| 2e | Marianne Vos         | Pays-Bas   | Team Visma \| Lease a Bike | + 4 s           |
| 3e | Noemi Rüegg          | Suisse     | EF Education-Cannondale    | + 6 s           |
| 4e | Anneke Dijkstra      | Pays-Bas   | VolkerWessels              | + 7 s           |
| 5e | Victoire Berteau     | France     | Cofidis                    | + 8 s           |
| 6e | Katarzyna Niewiadoma | Pologne    | Canyon-SRAM Racing         | + 10 s          |
| 7e | Marta Lach           | Pologne    | Ceratizit-WNT Pro Cycling  | + 10 s          |
| 8e | Olivia Baril         | Canada     | Movistar Team              | + 10 s          |
| 9e | Christine Majerus    | Luxembourg | SD Worx-Protime            | + 10 s          |
| 10e | Arlenis Sierra       | Cuba       | Movistar Team              | + 10 s          |

### 2eétape
Une échappée se compose de Margot Vanpachtenbeke et Imogen Cotter. Elles sont maintenues à distance puis reprise dans l'ascension du Puerto de Ahín. Clara Emond y tente de sortir, mais elle est isolée. Dans le Puerto de Eslida, Elise Chabbey entre autres accélère. Les favorites s'isolent en tête. À six kilomètres de l'arrivée, Marlen Reusser profite d'un moment de flottement pour sortir seule. Elle n'est plus reprise. Elle prend également la tête du classement général.
| \| Classement de l'étape \| Classement de l'étape \| Classement de l'étape \| Classement de l'étape \| Classement de l'étape \| \| Coureuse \| Coureuse \| Pays \| Équipe \| Temps \| \| --------------------- \| --------------------- \| --------------------- \| -------------------------- \| --------------------- \| \| 1re \| Marlen Reusser \| Suisse \| SD Worx-Protime \| 3 h 01 min 19 s \| \| 2e \| Marianne Vos \| Pays-Bas \| Team Visma \\| Lease a Bike \| + 29 s \| \| 3e \| Évita Muzic \| France \| FDJ-Suez \| + 29 s \| \| 4e \| Shirin van Anrooij \| Pays-Bas \| Lidl-Trek \| + 29 s \| \| 5e \| Katarzyna Niewiadoma \| Pologne \| Canyon-SRAM Racing \| + 29 s \| \| 6e \| Nikola Nosková \| Tchéquie \| Cofidis \| + 29 s \| \| 7e \| Elise Chabbey \| Suisse \| Canyon-SRAM Racing \| + 29 s \| \| 8e \| Juliette Labous \| France \| Team dsm-firmenich PostNL \| + 29 s \| \| 9e \| Thalita de Jong \| Pays-Bas \| Lotto Dstny Ladies \| + 1 min 02 s \| \| 10e \| Kristen Faulkner \| États-Unis \| EF Education-Cannondale \| + 1 min 02 s \| |                      |            |                            |                 |
| |                      |            |                            |                 |
| |                      |            |                            |                 |
| Classement de l'étape |                      |            |                            |                 |
| Coureuse | Coureuse             | Pays       | Équipe                     | Temps           |
| 1re | Marlen Reusser       | Suisse     | SD Worx-Protime            | 3 h 01 min 19 s |
| 2e | Marianne Vos         | Pays-Bas   | Team Visma \| Lease a Bike | + 29 s          |
| 3e | Évita Muzic          | France     | FDJ-Suez                   | + 29 s          |
| 4e | Shirin van Anrooij   | Pays-Bas   | Lidl-Trek                  | + 29 s          |
| 5e | Katarzyna Niewiadoma | Pologne    | Canyon-SRAM Racing         | + 29 s          |
| 6e | Nikola Nosková       | Tchéquie   | Cofidis                    | + 29 s          |
| 7e | Elise Chabbey        | Suisse     | Canyon-SRAM Racing         | + 29 s          |
| 8e | Juliette Labous      | France     | Team dsm-firmenich PostNL  | + 29 s          |
| 9e | Thalita de Jong      | Pays-Bas   | Lotto Dstny Ladies         | + 1 min 02 s    |
| 10e | Kristen Faulkner     | États-Unis | EF Education-Cannondale    | + 1 min 02 s    |

| \| Classement général \| Classement général \| Classement général \| Classement général \| Classement général \| \| Coureuse \| Coureuse \| Pays \| Équipe \| Temps \| \| ------------------ \| -------------------- \| ------------------ \| -------------------------- \| ------------------ \| \| 1re \| Marlen Reusser \| Suisse \| SD Worx-Protime \| 5 h 55 min 54 s \| \| 2e \| Marianne Vos \| Pays-Bas \| Team Visma \\| Lease a Bike \| + 27 s \| \| 3e \| Évita Muzic \| France \| FDJ-Suez \| + 35 s \| \| 4e \| Katarzyna Niewiadoma \| Pologne \| Canyon-SRAM Racing \| + 39 s \| \| 5e \| Juliette Labous \| France \| Team dsm-firmenich PostNL \| + 39 s \| \| 6e \| Shirin van Anrooij \| Pays-Bas \| Lidl-Trek \| + 39 s \| \| 7e \| Elise Chabbey \| Suisse \| Canyon-SRAM Racing \| + 39 s \| \| 8e \| Nikola Nosková \| Tchéquie \| Cofidis \| + 39 s \| \| 9e \| Olivia Baril \| Canada \| Movistar Team \| + 1 min 11 s \| \| 10e \| Thalita de Jong \| Pays-Bas \| Lotto Dstny Ladies \| + 1 min 12 s \| |                      |          |                            |                 |
| |                      |          |                            |                 |
| |                      |          |                            |                 |
| Classement général |                      |          |                            |                 |
| Coureuse | Coureuse             | Pays     | Équipe                     | Temps           |
| 1re | Marlen Reusser       | Suisse   | SD Worx-Protime            | 5 h 55 min 54 s |
| 2e | Marianne Vos         | Pays-Bas | Team Visma \| Lease a Bike | + 27 s          |
| 3e | Évita Muzic          | France   | FDJ-Suez                   | + 35 s          |
| 4e | Katarzyna Niewiadoma | Pologne  | Canyon-SRAM Racing         | + 39 s          |
| 5e | Juliette Labous      | France   | Team dsm-firmenich PostNL  | + 39 s          |
| 6e | Shirin van Anrooij   | Pays-Bas | Lidl-Trek                  | + 39 s          |
| 7e | Elise Chabbey        | Suisse   | Canyon-SRAM Racing         | + 39 s          |
| 8e | Nikola Nosková       | Tchéquie | Cofidis                    | + 39 s          |
| 9e | Olivia Baril         | Canada   | Movistar Team              | + 1 min 11 s    |
| 10e | Thalita de Jong      | Pays-Bas | Lotto Dstny Ladies         | + 1 min 12 s    |

### 3eétape
Les attaques se succèdent en début d'étape avec l'ascension de l'Alto Collao. L'Alto Carrasqueta provoque ensuite un regroupement. Puis un nouveau groupe de huit coureuses se forme. Il s'agit de : Olha Kulynych, Amber Kraak, Amanda Spratt, Magdeleine Vallieres Mill, Mischa Bredewold, Caroline Andersson, Antonia Niedermaier et Maud Oudeman. Leur avance culmine à une minute. Elles sont reprises après l'Alto Canalís de Onil. La dernière ascension : l'Alto Xorret de Catí voit Gaia Realini et Niamh Fisher-Black passer à l'attaque. Cette dernière distance l'Italienne pour s'imposer.
| \| Classement de l'étape \| Classement de l'étape \| Classement de l'étape \| Classement de l'étape \| Classement de l'étape \| \| Coureuse \| Coureuse \| Pays \| Équipe \| Temps \| \| --------------------- \| ----------------------- \| --------------------- \| ------------------------- \| --------------------- \| \| 1re \| Niamh Fisher-Black \| Nouvelle-Zélande \| SD Worx-Protime \| 3 h 50 min 04 s \| \| 2e \| Gaia Realini \| Italie \| Lidl-Trek \| + 13 s \| \| 3e \| Katarzyna Niewiadoma \| Pologne \| Canyon-SRAM Racing \| + 23 s \| \| 4e \| Juliette Labous \| France \| Team dsm-firmenich PostNL \| + 41 s \| \| 5e \| Marlen Reusser \| Suisse \| SD Worx-Protime \| + 50 s \| \| 6e \| Kristen Faulkner \| États-Unis \| EF Education-Cannondale \| + 59 s \| \| 7e \| Thalita de Jong \| Pays-Bas \| Lotto Dstny Ladies \| + 1 min 01 s \| \| 8e \| Solbjørk Minke Anderson \| Danemark \| Uno-X Mobility \| + 1 min 01 s \| \| 9e \| Elise Chabbey \| Suisse \| Canyon-SRAM Racing \| + 1 min 01 s \| \| 10e \| Léa Curinier \| France \| FDJ-Suez \| + 1 min 03 s \| |                         |                  |                           |                 |
| |                         |                  |                           |                 |
| |                         |                  |                           |                 |
| Classement de l'étape |                         |                  |                           |                 |
| Coureuse | Coureuse                | Pays             | Équipe                    | Temps           |
| 1re | Niamh Fisher-Black      | Nouvelle-Zélande | SD Worx-Protime           | 3 h 50 min 04 s |
| 2e | Gaia Realini            | Italie           | Lidl-Trek                 | + 13 s          |
| 3e | Katarzyna Niewiadoma    | Pologne          | Canyon-SRAM Racing        | + 23 s          |
| 4e | Juliette Labous         | France           | Team dsm-firmenich PostNL | + 41 s          |
| 5e | Marlen Reusser          | Suisse           | SD Worx-Protime           | + 50 s          |
| 6e | Kristen Faulkner        | États-Unis       | EF Education-Cannondale   | + 59 s          |
| 7e | Thalita de Jong         | Pays-Bas         | Lotto Dstny Ladies        | + 1 min 01 s    |
| 8e | Solbjørk Minke Anderson | Danemark         | Uno-X Mobility            | + 1 min 01 s    |
| 9e | Elise Chabbey           | Suisse           | Canyon-SRAM Racing        | + 1 min 01 s    |
| 10e | Léa Curinier            | France           | FDJ-Suez                  | + 1 min 03 s    |

| \| Classement général \| Classement général \| Classement général \| Classement général \| Classement général \| \| Coureuse \| Coureuse \| Pays \| Équipe \| Temps \| \| ------------------ \| -------------------- \| ------------------ \| -------------------------- \| ------------------ \| \| 1re \| Marlen Reusser \| Suisse \| SD Worx-Protime \| 9 h 46 min 48 s \| \| 2e \| Katarzyna Niewiadoma \| Pologne \| Canyon-SRAM Racing \| + 8 s \| \| 3e \| Niamh Fisher-Black \| Nouvelle-Zélande \| SD Worx-Protime \| + 12 s \| \| 4e \| Juliette Labous \| France \| Team dsm-firmenich PostNL \| + 30 s \| \| 5e \| Gaia Realini \| Italie \| Lidl-Trek \| + 37 s \| \| 6e \| Marianne Vos \| Pays-Bas \| Team Visma \\| Lease a Bike \| + 50 s \| \| 7e \| Elise Chabbey \| Suisse \| Canyon-SRAM Racing \| + 50 s \| \| 8e \| Nikola Nosková \| Tchéquie \| Cofidis \| + 1 min 19 s \| \| 9e \| Shirin van Anrooij \| Pays-Bas \| Lidl-Trek \| + 1 min 22 s \| \| 10e \| Thalita de Jong \| Pays-Bas \| Lotto Dstny Ladies \| + 1 min 23 s \| |                      |                  |                            |                 |
| |                      |                  |                            |                 |
| |                      |                  |                            |                 |
| Classement général |                      |                  |                            |                 |
| Coureuse | Coureuse             | Pays             | Équipe                     | Temps           |
| 1re | Marlen Reusser       | Suisse           | SD Worx-Protime            | 9 h 46 min 48 s |
| 2e | Katarzyna Niewiadoma | Pologne          | Canyon-SRAM Racing         | + 8 s           |
| 3e | Niamh Fisher-Black   | Nouvelle-Zélande | SD Worx-Protime            | + 12 s          |
| 4e | Juliette Labous      | France           | Team dsm-firmenich PostNL  | + 30 s          |
| 5e | Gaia Realini         | Italie           | Lidl-Trek                  | + 37 s          |
| 6e | Marianne Vos         | Pays-Bas         | Team Visma \| Lease a Bike | + 50 s          |
| 7e | Elise Chabbey        | Suisse           | Canyon-SRAM Racing         | + 50 s          |
| 8e | Nikola Nosková       | Tchéquie         | Cofidis                    | + 1 min 19 s    |
| 9e | Shirin van Anrooij   | Pays-Bas         | Lidl-Trek                  | + 1 min 22 s    |
| 10e | Thalita de Jong      | Pays-Bas         | Lotto Dstny Ladies         | + 1 min 23 s    |

### 4eétape
En début d'étape, Alice Wood, Aileen Schweikart et Andrea Alzate s'échappent. Elles obtiennent une minute d'avance. Le peloton les reprend à l'approche du Puerto de L'Oronet. Dans ses pentes, Mavi García attaque. Elle prend les points du classement de la montagne, puis un regroupement général a lieu. Elisa Balsamo est la plus rapide.
| \| Classement de l'étape \| Classement de l'étape \| Classement de l'étape \| Classement de l'étape \| Classement de l'étape \| \| Coureuse \| Coureuse \| Pays \| Équipe \| Temps \| \| --------------------- \| --------------------- \| --------------------- \| ------------------------------- \| --------------------- \| \| 1re \| Elisa Balsamo \| Italie \| Lidl-Trek \| 3 h 13 min 40 s \| \| 2e \| Arlenis Sierra \| Cuba \| Movistar Team \| + 0 s \| \| 3e \| Nadia Quagliotto \| Italie \| Laboral Kutxa-Fundación Euskadi \| + 0 s \| \| 4e \| Josie Nelson \| Royaume-Uni \| Team dsm-firmenich PostNL \| + 0 s \| \| 5e \| Lily Williams \| États-Unis \| Human Powered Health \| + 0 s \| \| 6e \| Elena Cecchini \| Italie \| SD Worx-Protime \| + 0 s \| \| 7e \| Eline Jansen \| Pays-Bas \| VolkerWessels \| + 0 s \| \| 8e \| Karolina Kumięga \| Pologne \| UAE Team ADQ \| + 0 s \| \| 9e \| Marianne Vos \| Pays-Bas \| Team Visma \\| Lease a Bike \| + 0 s \| \| 10e \| Noemi Rüegg \| Suisse \| EF Education-Cannondale \| + 0 s \| |                  |             |                                 |                 |
| |                  |             |                                 |                 |
| |                  |             |                                 |                 |
| Classement de l'étape |                  |             |                                 |                 |
| Coureuse | Coureuse         | Pays        | Équipe                          | Temps           |
| 1re | Elisa Balsamo    | Italie      | Lidl-Trek                       | 3 h 13 min 40 s |
| 2e | Arlenis Sierra   | Cuba        | Movistar Team                   | + 0 s           |
| 3e | Nadia Quagliotto | Italie      | Laboral Kutxa-Fundación Euskadi | + 0 s           |
| 4e | Josie Nelson     | Royaume-Uni | Team dsm-firmenich PostNL       | + 0 s           |
| 5e | Lily Williams    | États-Unis  | Human Powered Health            | + 0 s           |
| 6e | Elena Cecchini   | Italie      | SD Worx-Protime                 | + 0 s           |
| 7e | Eline Jansen     | Pays-Bas    | VolkerWessels                   | + 0 s           |
| 8e | Karolina Kumięga | Pologne     | UAE Team ADQ                    | + 0 s           |
| 9e | Marianne Vos     | Pays-Bas    | Team Visma \| Lease a Bike      | + 0 s           |
| 10e | Noemi Rüegg      | Suisse      | EF Education-Cannondale         | + 0 s           |

## Classements finals

### Classement général final
| \| Classement général \| Classement général \| Classement général \| Classement général \| Classement général \| \| Coureuse \| Coureuse \| Pays \| Équipe \| Temps \| \| ------------------ \| -------------------- \| ------------------ \| -------------------------- \| ------------------ \| \| 1re \| Marlen Reusser \| Suisse \| SD Worx-Protime \| 13 h 00 min 28 s \| \| 2e \| Katarzyna Niewiadoma \| Pologne \| Canyon-SRAM Racing \| + 8 s \| \| 3e \| Niamh Fisher-Black \| Nouvelle-Zélande \| SD Worx-Protime \| + 12 s \| \| 4e \| Juliette Labous \| France \| Team dsm-firmenich PostNL \| + 30 s \| \| 5e \| Gaia Realini \| Italie \| Lidl-Trek \| + 45 s \| \| 6e \| Marianne Vos \| Pays-Bas \| Team Visma \\| Lease a Bike \| + 50 s \| \| 7e \| Elise Chabbey \| Suisse \| Canyon-SRAM Racing \| + 50 s \| \| 8e \| Nikola Nosková \| Tchéquie \| Cofidis \| + 1 min 19 s \| \| 9e \| Thalita de Jong \| Pays-Bas \| Lotto Dstny Ladies \| + 1 min 22 s \| \| 10e \| Shirin van Anrooij \| Pays-Bas \| Lidl-Trek \| + 1 min 22 s \| |                      |                  |                            |                  |
| |                      |                  |                            |                  |
| Source : ProCyclingStats |                      |                  |                            |                  |
| Classement général |                      |                  |                            |                  |
| Coureuse | Coureuse             | Pays             | Équipe                     | Temps            |
| 1re | Marlen Reusser       | Suisse           | SD Worx-Protime            | 13 h 00 min 28 s |
| 2e | Katarzyna Niewiadoma | Pologne          | Canyon-SRAM Racing         | + 8 s            |
| 3e | Niamh Fisher-Black   | Nouvelle-Zélande | SD Worx-Protime            | + 12 s           |
| 4e | Juliette Labous      | France           | Team dsm-firmenich PostNL  | + 30 s           |
| 5e | Gaia Realini         | Italie           | Lidl-Trek                  | + 45 s           |
| 6e | Marianne Vos         | Pays-Bas         | Team Visma \| Lease a Bike | + 50 s           |
| 7e | Elise Chabbey        | Suisse           | Canyon-SRAM Racing         | + 50 s           |
| 8e | Nikola Nosková       | Tchéquie         | Cofidis                    | + 1 min 19 s     |
| 9e | Thalita de Jong      | Pays-Bas         | Lotto Dstny Ladies         | + 1 min 22 s     |
| 10e | Shirin van Anrooij   | Pays-Bas         | Lidl-Trek                  | + 1 min 22 s     |

### Points UCI
| Position           | 1er | 2e  | 3e  | 4e  | 5e | 6e | 7e | 8e | 9e | 10e | 11e | 12e | 13e | 14e | 15e | 16e à 25e | 26e à 30e |
| Classement général | 200 | 150 | 125 | 100 | 85 | 70 | 60 | 50 | 40 | 35  | 30  | 25  | 20  | 15  | 10  | 5         | 3         |
| Par étape          | 25  | 20  | 15  | 12  | 10 | 8  | 6  | 4  |    |     |     |     |     |     |     |           |           |
| Leader, par étape  | 5   |     |     |     |    |    |    |    |    |     |     |     |     |     |     |           |           |

### Classements annexes
| Classement des sprints | Classement des sprints | Classement des sprints | Classement des sprints          | Classement des sprints |
| Coureuse               | Coureuse               | Pays                   | Équipe                          | Points                 |
| ---------------------- | ---------------------- | ---------------------- | ------------------------------- | ---------------------- |
| 1re                    | Anneke Dijkstra        | Pays-Bas               | VolkerWessels                   | 5 pts                  |
| 2e                     | Margot Vanpachtenbeke  | Belgique               | VolkerWessels                   | 5 pts                  |
| 3e                     | Aileen Schweikart      | Allemagne              | Laboral Kutxa-Fundación Euskadi | 5 pts                  |
| 4e                     | Victoire Berteau       | France                 | Cofidis                         | 3 pts                  |
| 5e                     | Alice Wood             | Royaume-Uni            | Human Powered Health            | 3 pts                  |
| 6e                     | Thalita de Jong        | Pays-Bas               | Lotto Dstny Ladies              | 1 pt                   |
| 7e                     | Olivia Baril           | Canada                 | Movistar Team                   | 1 pt                   |
| 8e                     | Daniela Campos         | Portugal               | Eneicat-CMTeam                  | 1 pt                   |

| Classement des sprints | Classement des sprints | Classement des sprints | Classement des sprints          | Classement des sprints |
| Coureuse               | Coureuse               | Pays                   | Équipe                          | Points                 |
| ---------------------- | ---------------------- | ---------------------- | ------------------------------- | ---------------------- |
| 1re                    | Anneke Dijkstra        | Pays-Bas               | VolkerWessels                   | 5 pts                  |
| 2e                     | Margot Vanpachtenbeke  | Belgique               | VolkerWessels                   | 5 pts                  |
| 3e                     | Aileen Schweikart      | Allemagne              | Laboral Kutxa-Fundación Euskadi | 5 pts                  |
| 4e                     | Victoire Berteau       | France                 | Cofidis                         | 3 pts                  |
| 5e                     | Alice Wood             | Royaume-Uni            | Human Powered Health            | 3 pts                  |
| 6e                     | Thalita de Jong        | Pays-Bas               | Lotto Dstny Ladies              | 1 pt                   |
| 7e                     | Olivia Baril           | Canada                 | Movistar Team                   | 1 pt                   |
| 8e                     | Daniela Campos         | Portugal               | Eneicat-CMTeam                  | 1 pt                   |

| Classement du meilleur jeune | Classement du meilleur jeune | Classement du meilleur jeune | Classement du meilleur jeune | Classement du meilleur jeune |
| Coureuse                     | Coureuse                     | Pays                         | Équipe                       | Temps                        |
| ---------------------------- | ---------------------------- | ---------------------------- | ---------------------------- | ---------------------------- |
| 1re                          | Shirin van Anrooij           | Pays-Bas                     | Lidl-Trek                    | 13 h 01 min 50 s             |
| 2e                           | Solbjørk Minke Anderson      | Danemark                     | Uno-X Mobility               | + 43 s                       |
| 3e                           | Rosita Reijnhout             | Pays-Bas                     | Team Visma \| Lease a Bike   | + 1 min 57 s                 |
| 4e                           | Antonia Niedermaier          | Allemagne                    | Canyon-SRAM Racing           | + 2 min 35 s                 |
| 5e                           | Eline Jansen                 | Pays-Bas                     | VolkerWessels                | + 3 min 04 s                 |
| 6e                           | Adèle Normand                | Canada                       | Eneicat-CMTeam               | + 3 min 39 s                 |
| 7e                           | Maud Oudeman                 | Pays-Bas                     | Team Visma \| Lease a Bike   | + 4 min 01 s                 |
| 8e                           | Julie Bego                   | France                       | Cofidis                      | + 5 min 19 s                 |
| 9e                           | Elisa Valtulini              | Italie                       | Bepink-Bongioanni            | + 9 min 38 s                 |
| 10e                          | Francesca Barale             | Italie                       | Team dsm-firmenich PostNL    | + 12 min 59 s                |

| Classement du meilleur jeune | Classement du meilleur jeune | Classement du meilleur jeune | Classement du meilleur jeune | Classement du meilleur jeune |
| Coureuse                     | Coureuse                     | Pays                         | Équipe                       | Temps                        |
| ---------------------------- | ---------------------------- | ---------------------------- | ---------------------------- | ---------------------------- |
| 1re                          | Shirin van Anrooij           | Pays-Bas                     | Lidl-Trek                    | 13 h 01 min 50 s             |
| 2e                           | Solbjørk Minke Anderson      | Danemark                     | Uno-X Mobility               | + 43 s                       |
| 3e                           | Rosita Reijnhout             | Pays-Bas                     | Team Visma \| Lease a Bike   | + 1 min 57 s                 |
| 4e                           | Antonia Niedermaier          | Allemagne                    | Canyon-SRAM Racing           | + 2 min 35 s                 |
| 5e                           | Eline Jansen                 | Pays-Bas                     | VolkerWessels                | + 3 min 04 s                 |
| 6e                           | Adèle Normand                | Canada                       | Eneicat-CMTeam               | + 3 min 39 s                 |
| 7e                           | Maud Oudeman                 | Pays-Bas                     | Team Visma \| Lease a Bike   | + 4 min 01 s                 |
| 8e                           | Julie Bego                   | France                       | Cofidis                      | + 5 min 19 s                 |
| 9e                           | Elisa Valtulini              | Italie                       | Bepink-Bongioanni            | + 9 min 38 s                 |
| 10e                          | Francesca Barale             | Italie                       | Team dsm-firmenich PostNL    | + 12 min 59 s                |

| Classement de la montagne | Classement de la montagne | Classement de la montagne | Classement de la montagne | Classement de la montagne |
| Coureuse                  | Coureuse                  | Pays                      | Équipe                    | Points                    |
| ------------------------- | ------------------------- | ------------------------- | ------------------------- | ------------------------- |
| 1re                       | Olha Kulynych             | Ukraine                   | Fenix-Deceuninck          | 20 pts                    |
| 2e                        | Katarzyna Niewiadoma      | Pologne                   | Canyon-SRAM Racing        | 14 pts                    |
| 3e                        | Elise Chabbey             | Suisse                    | Canyon-SRAM Racing        | 11 pts                    |
| 4e                        | Niamh Fisher-Black        | Nouvelle-Zélande          | SD Worx-Protime           | 10 pts                    |
| 5e                        | Victoire Berteau          | France                    | Cofidis                   | 9 pts                     |
| 6e                        | Marlen Reusser            | Suisse                    | SD Worx-Protime           | 8 pts                     |
| 7e                        | Gaia Realini              | Italie                    | Lidl-Trek                 | 8 pts                     |
| 8e                        | Antonia Niedermaier       | Allemagne                 | Canyon-SRAM Racing        | 7 pts                     |
| 9e                        | Mavi García               | Espagne                   | Liv AlUla Jayco           | 6 pts                     |
| 10e                       | Josie Nelson              | Royaume-Uni               | Team dsm-firmenich PostNL | 6 pts                     |

| Classement de la montagne | Classement de la montagne | Classement de la montagne | Classement de la montagne | Classement de la montagne |
| Coureuse                  | Coureuse                  | Pays                      | Équipe                    | Points                    |
| ------------------------- | ------------------------- | ------------------------- | ------------------------- | ------------------------- |
| 1re                       | Olha Kulynych             | Ukraine                   | Fenix-Deceuninck          | 20 pts                    |
| 2e                        | Katarzyna Niewiadoma      | Pologne                   | Canyon-SRAM Racing        | 14 pts                    |
| 3e                        | Elise Chabbey             | Suisse                    | Canyon-SRAM Racing        | 11 pts                    |
| 4e                        | Niamh Fisher-Black        | Nouvelle-Zélande          | SD Worx-Protime           | 10 pts                    |
| 5e                        | Victoire Berteau          | France                    | Cofidis                   | 9 pts                     |
| 6e                        | Marlen Reusser            | Suisse                    | SD Worx-Protime           | 8 pts                     |
| 7e                        | Gaia Realini              | Italie                    | Lidl-Trek                 | 8 pts                     |
| 8e                        | Antonia Niedermaier       | Allemagne                 | Canyon-SRAM Racing        | 7 pts                     |
| 9e                        | Mavi García               | Espagne                   | Liv AlUla Jayco           | 6 pts                     |
| 10e                       | Josie Nelson              | Royaume-Uni               | Team dsm-firmenich PostNL | 6 pts                     |

## Évolution des classements
| Étape              |                    | Vainqueur _        | Classement général | Meilleure grimpeuse | Meilleure sprinteuse | Meilleure jeune    | Meilleure équipe _ |
| ------------------ | ------------------ | ------------------ | ------------------ | ------------------- | -------------------- | ------------------ | ------------------ |
| 1re étape          | étape vallonnée    | Elisa Balsamo      | Elisa Balsamo      | Victoire Berteau    | Anneke Dijkstra      | Francesca Barale   | SD Worx-Protime    |
| 2e étape           | étape vallonnée    | Marlen Reusser     | Marlen Reusser     | Victoire Berteau    | Anneke Dijkstra      | Shirin van Anrooij | Canyon-SRAM Racing |
| 3e étape           | étape de montagne  | Niamh Fisher-Black | Marlen Reusser     | Olha Kulynych       | Anneke Dijkstra      | Shirin van Anrooij | Canyon-SRAM Racing |
| 4e étape           | étape vallonnée    | Elisa Balsamo      | Marlen Reusser     | Olha Kulynych       | Anneke Dijkstra      | Shirin van Anrooij | Canyon-SRAM Racing |
| Classements finals | Classements finals |                    | Marlen Reusser     | Olha Kulynych       | Anneke Dijkstra      | Shirin van Anrooij | Canyon-SRAM Racing |

## Liste des participantes
| EF Education-Cannondale EFC | EF Education-Cannondale EFC | EF Education-Cannondale EFC |
| --------------------------- | --------------------------- | --------------------------- |
| Num                         | Coureuse                    | Pos                         |
| 1                           | Clara Koppenburg (GER)      | 50e                         |
| 2                           | Veronica Ewers (USA)        | 46e                         |
| 3                           | Kristen Faulkner (USA)      | 17e                         |
| 4                           | Clara Emond (CAN)           | 41e                         |
| 5                           | Coryn Labecki (USA)         | 87e                         |
| 6                           | Noemi Rüegg (SUI)           | 44e                         |
| 7                           | Magdeleine Vallieres (CAN)  | 31e                         |

| Lidl-Trek LTK | Lidl-Trek LTK            | Lidl-Trek LTK |
| ------------- | ------------------------ | ------------- |
| Num           | Coureuse                 | Pos           |
| 11            | Elisa Balsamo (ITA)      | 61e           |
| 12            | Brodie Chapman (AUS)     | AB            |
| 13            | Lauretta Hanson (AUS)    | 57e           |
| 14            | Gaia Realini (ITA)       | 5e            |
| 15            | Ilaria Sanguineti (ITA)  | 95e           |
| 16            | Amanda Spratt (AUS)      | 38e           |
| 17            | Shirin van Anrooij (NED) | 10e           |

| Ceratizit-WNT Pro Cycling WNT | Ceratizit-WNT Pro Cycling WNT | Ceratizit-WNT Pro Cycling WNT |
| ----------------------------- | ----------------------------- | ----------------------------- |
| Num                           | Coureuse                      | Pos                           |
| 21                            | Sandra Alonso (ESP)           | 78e                           |
| 22                            | Alice Maria Arzuffi (ITA)     | 65e                           |
| 23                            | Laura Asencio (FRA)           | 49e                           |
| 24                            | Nina Berton (LUX)             | 105e                          |
| 25                            | Lana Eberle (GER)             | AB                            |
| 26                            | Cédrine Kerbaol (FRA)         | AB-4                          |
| 27                            | Marta Lach (POL)              | 68e                           |

| SD Worx-Protime SDW | SD Worx-Protime SDW               | SD Worx-Protime SDW |
| ------------------- | --------------------------------- | ------------------- |
| Num                 | Coureuse                          | Pos                 |
| 31                  | Elena Cecchini (ITA)              | 58e                 |
| 32                  | Mischa Bredewold (NED) (route)    | 52e                 |
| 33                  | Niamh Fisher-Black (NZL)          | 3e                  |
| 34                  | Christine Majerus (LUX) (route)   | 42e                 |
| 35                  | Marlen Reusser (SUI) (route)      | 1re                 |
| 36                  | Chantal van den Broek-Blaak (NED) | 56e                 |

| Movistar Team MOV | Movistar Team MOV            | Movistar Team MOV |
| ----------------- | ---------------------------- | ----------------- |
| Num               | Coureuse                     | Pos               |
| 41                | Olivia Baril (CAN)           | 15e               |
| 42                | Jelena Erić (SRB) (route)    | 59e               |
| 44                | Floortje Mackaij (NED)       | AB-4              |
| 45                | Sara Martín (ESP)            | 90e               |
| 47                | Arlenis Sierra (CUB) (route) | 67e               |

| UAE Team ADQ UAD | UAE Team ADQ UAD                  | UAE Team ADQ UAD |
| ---------------- | --------------------------------- | ---------------- |
| Num              | Coureuse                          | Pos              |
| 51               | Karolina Kumięga (POL)            | 73e              |
| 52               | Eleonora Gasparrini (ITA)         | AB               |
| 53               | Erica Magnaldi (ITA)              | AB               |
| 54               | Federica Piergiovanni (ITA)       | 36e              |
| 55               | Dominika Włodarczyk (POL)         | AB-1             |
| 57               | Anastasia Carbonari (LAT) (route) | AB               |

| Fenix-Deceuninck FED | Fenix-Deceuninck FED          | Fenix-Deceuninck FED |
| -------------------- | ----------------------------- | -------------------- |
| Num                  | Coureuse                      | Pos                  |
| 61                   | Carina Schrempf (AUT) (route) | AB                   |
| 62                   | Petra Stiasny (SUI)           | 40e                  |
| 64                   | Sophie Wright (GBR)           | AB-1                 |
| 65                   | Fien Van Eynde (BEL)          | 109e                 |
| 66                   | Olha Kulynych (UKR)           | 27e                  |

| Liv AlUla Jayco LAJ | Liv AlUla Jayco LAJ       | Liv AlUla Jayco LAJ |
| ------------------- | ------------------------- | ------------------- |
| Num                 | Coureuse                  | Pos                 |
| 71                  | Anna Trevisi (ITA)        | 113e                |
| 72                  | Caroline Andersson (SWE)  | 13e                 |
| 73                  | Ingvild Gåskjenn (NOR)    | 35e                 |
| 74                  | Mavi García (ESP) (route) | 22e                 |
| 75                  | Urška Žigart (SLO)        | 53e                 |
| 76                  | Leila Gschwentner (AUT)   | AB                  |

| Liv-AlUla-Jayco Women's Continental Team ___ | Liv-AlUla-Jayco Women's Continental Team ___ | Liv-AlUla-Jayco Women's Continental Team ___ |
| -------------------------------------------- | -------------------------------------------- | -------------------------------------------- |
| Num                                          | Coureuse                                     | Pos                                          |
| 77                                           | Matilde Vitillo (ITA)                        | AB                                           |

| FDJ-Suez FST | FDJ-Suez FST          | FDJ-Suez FST |
| ------------ | --------------------- | ------------ |
| Num          | Coureuse              | Pos          |
| 82           | Léa Curinier (FRA)    | 12e          |
| 83           | Coralie Demay (FRA)   | 69e          |
| 84           | Amber Kraak (NED)     | 19e          |
| 85           | Alessia Vigilia (ITA) | 91e          |
| 86           | Jade Wiel (FRA)       | 43e          |
| 87           | Évita Muzic (FRA)     | 11e          |

| Team dsm-firmenich PostNL DFP | Team dsm-firmenich PostNL DFP | Team dsm-firmenich PostNL DFP |
| ----------------------------- | ----------------------------- | ----------------------------- |
| Num                           | Coureuse                      | Pos                           |
| 91                            | Francesca Barale (ITA)        | 54e                           |
| 92                            | Juliette Labous (FRA)         | 4e                            |
| 93                            | Anna van der Meiden (NED)     | 116e                          |
| 94                            | Josie Nelson (GBR)            | 60e                           |
| 95                            | Abi Smith (GBR)               | 97e                           |
| 96                            | Becky Storrie (GBR)           | 64e                           |
| 97                            | Églantine Rayer (FRA)         | 55e                           |

| Human Powered Health HPH | Human Powered Health HPH  | Human Powered Health HPH |
| ------------------------ | ------------------------- | ------------------------ |
| Num                      | Coureuse                  | Pos                      |
| 101                      | Julia Biryukova (UKR)     | 96e                      |
| 102                      | Audrey Cordon-Ragot (FRA) | AB-4                     |
| 103                      | Ruth Edwards (USA)        | 24e                      |
| 104                      | Marit Raaijmakers (NED)   | 74e                      |
| 105                      | Lily Williams (USA)       | 71e                      |
| 106                      | Alice Wood (GBR)          | 114e                     |
| 107                      | Katia Ragusa (ITA)        | 93e                      |

| Uno-X Mobility UXM | Uno-X Mobility UXM            | Uno-X Mobility UXM |
| ------------------ | ----------------------------- | ------------------ |
| Num                | Coureuse                      | Pos                |
| 111                | Amalie Dideriksen (DEN)       | 80e                |
| 112                | Anouska Koster (NED)          | 45e                |
| 113                | Joscelin Lowden (GBR)         | 48e                |
| 114                | Katrine Aalerud (NOR)         | 20e                |
| 115                | Marte Berg Edseth (NOR)       | 23e                |
| 116                | Solbjørk Minke Anderson (DEN) | 16e                |
| 117                | Rebecca Koerner (DEN) (route) | 84e                |

| Team Visma \| Lease a Bike TVL | Team Visma \| Lease a Bike TVL | Team Visma \| Lease a Bike TVL |
| ------------------------------ | ------------------------------ | ------------------------------ |
| Num                            | Coureuse                       | Pos                            |
| 121                            | Marianne Vos (NED)             | 6e                             |
| 122                            | Rosita Reijnhout (NED)         | 21e                            |
| 123                            | Anna Henderson (GBR)           | AB                             |
| 124                            | Riejanne Markus (NED)          | 18e                            |
| 125                            | Maud Oudeman (NED)             | 30e                            |
| 126                            | Margaux Vigié (FRA)            | AB-1                           |
| 127                            | Sophie von Berswordt (NED)     | 34e                            |

| Canyon-SRAM Racing CSR | Canyon-SRAM Racing CSR     | Canyon-SRAM Racing CSR |
| ---------------------- | -------------------------- | ---------------------- |
| Num                    | Coureuse                   | Pos                    |
| 131                    | Katarzyna Niewiadoma (POL) | 2e                     |
| 132                    | Elise Chabbey (SUI)        | 7e                     |
| 133                    | Antonia Niedermaier (GER)  | 25e                    |
| 134                    | Alex Morrice (GBR)         | 89e                    |
| 135                    | Selam Ahama Gerefiel (ETH) | AB                     |
| 136                    | Anastasiya Kolesava (BLR)  | 77e                    |

| Cofidis COF | Cofidis COF                    | Cofidis COF |
| ----------- | ------------------------------ | ----------- |
| Num         | Coureuse                       | Pos         |
| 141         | Julie Bego (FRA)               | 37e         |
| 142         | Victoire Berteau (FRA) (route) | 51e         |
| 143         | Flavie Boulais (FRA)           | 86e         |
| 144         | Špela Kern (SLO)               | 33e         |
| 145         | Lise Ménage (FRA)              | AB          |
| 146         | Nikola Nosková (CZE)           | 8e          |
| 147         | Valentine Fortin (FRA)         | 103e        |

| Bepink-Bongioanni BPK | Bepink-Bongioanni BPK               | Bepink-Bongioanni BPK |
| --------------------- | ----------------------------------- | --------------------- |
| Num                   | Coureuse                            | Pos                   |
| 151                   | Samantha Arnaudo (ITA)              | 76e                   |
| 152                   | Andrea Casagranda (ITA)             | 98e                   |
| 153                   | Nora Jenčušová (SVK) (route)        | 100e                  |
| 154                   | Monica Trinca Colonel (ITA)         | 29e                   |
| 155                   | Elisa Valtulini (ITA)               | 47e                   |
| 156                   | Ana Vitória Magalhães (BRA) (route) | 75e                   |
| 157                   | Prisca Savi (ITA)                   | 88e                   |

| Laboral Kutxa-Fundación Euskadi LKF | Laboral Kutxa-Fundación Euskadi LKF | Laboral Kutxa-Fundación Euskadi LKF |
| ----------------------------------- | ----------------------------------- | ----------------------------------- |
| Num                                 | Coureuse                            | Pos                                 |
| 161                                 | Ane Santesteban (ESP)               | 14e                                 |
| 162                                 | Jessenia Meneses (COL)              | 66e                                 |
| 163                                 | Lourdes Oyarbide (ESP)              | 83e                                 |
| 164                                 | Nadia Quagliotto (ITA)              | 39e                                 |
| 165                                 | Marta Romeu (ESP)                   | AB                                  |
| 166                                 | Aileen Schweikart (GER)             | 107e                                |
| 167                                 | Catalina Soto (CHI)                 | 85e                                 |

| Eneicat-CMTeam EIC | Eneicat-CMTeam EIC           | Eneicat-CMTeam EIC |
| ------------------ | ---------------------------- | ------------------ |
| Num                | Coureuse                     | Pos                |
| 171                | Andrea Alzate (COL)          | 70e                |
| 172                | Irene Mendez Melgarejo (ESP) | AB                 |
| 173                | Ariana Gilabert (ESP)        | AB                 |
| 174                | Adèle Normand (CAN)          | 28e                |
| 175                | Daniela Campos (POR)         | 112e               |
| 176                | Valentina Basilico (ITA)     | 102e               |
| 177                | Carolina Vargas (COL)        | 94e                |

| Massi Baix Ter MAT | Massi Baix Ter MAT  | Massi Baix Ter MAT |
| ------------------ | ------------------- | ------------------ |
| Num                | Coureuse            | Pos                |
| 181                | Mireia Trias (ESP)  | 104e               |
| 182                | Ainara Albert (ESP) | AB                 |
| 183                | Susana Perez (ESP)  | 108e               |
| 184                | Ingrid Ruiz (ESP)   | 115e               |
| 185                | Amalie Lutro (NOR)  | AB                 |
| 186                | Marta Romance (ESP) | AB                 |
| 187                | Laia Bosch (ESP)    | AB-1               |

| VolkerWessels VWT | VolkerWessels VWT           | VolkerWessels VWT |
| ----------------- | --------------------------- | ----------------- |
| Num               | Coureuse                    | Pos               |
| 191               | Laura Molenaar (NED)        | 106e              |
| 192               | Quinty Schoens (NED)        | 32e               |
| 193               | Margot Vanpachtenbeke (BEL) | 72e               |
| 194               | Anneke Dijkstra (NED)       | 62e               |
| 195               | Eline Jansen (NED)          | 26e               |
| 196               | Valerie Demey (BEL)         | 92e               |

| Lotto Dstny Ladies LDL | Lotto Dstny Ladies LDL      | Lotto Dstny Ladies LDL |
| ---------------------- | --------------------------- | ---------------------- |
| Num                    | Coureuse                    | Pos                    |
| 201                    | Maureen Arens (NED)         | 99e                    |
| 202                    | Fauve Bastiaenssen (BEL)    | 101e                   |
| 203                    | Thalita de Jong (NED)       | 9e                     |
| 204                    | Audrey De Keersmaeker (BEL) | 79e                    |
| 205                    | Mieke Docx (BEL)            | AB                     |
| 206                    | Esmée Gielkens (BEL)        | 81e                    |
| 207                    | Quinty van de Guchte (NED)  | 63e                    |

| Hess Cycling Team HCT | Hess Cycling Team HCT         | Hess Cycling Team HCT |
| --------------------- | ----------------------------- | --------------------- |
| Num                   | Coureuse                      | Pos                   |
| 211                   | Sara Casasola (ITA)           | AB                    |
| 212                   | Imogen Cotter (IRL)           | AB                    |
| 213                   | Nicole Frain (AUS)            | 82e                   |
| 214                   | Rotem Gafinovitz (ISR)        | AB                    |
| 215                   | Alice McWilliam (GBR)         | 111e                  |
| 216                   | Holly Ramsey (GBR)            | AB                    |
| 217                   | Marjolein van 't Geloof (NED) | 110e                  |

| EF Education-Cannondale EFC | EF Education-Cannondale EFC | EF Education-Cannondale EFC |
| --------------------------- | --------------------------- | --------------------------- |
| Num                         | Coureuse                    | Pos                         |
| 1                           | Clara Koppenburg (GER)      | 50e                         |
| 2                           | Veronica Ewers (USA)        | 46e                         |
| 3                           | Kristen Faulkner (USA)      | 17e                         |
| 4                           | Clara Emond (CAN)           | 41e                         |
| 5                           | Coryn Labecki (USA)         | 87e                         |
| 6                           | Noemi Rüegg (SUI)           | 44e                         |
| 7                           | Magdeleine Vallieres (CAN)  | 31e                         |

| Lidl-Trek LTK | Lidl-Trek LTK            | Lidl-Trek LTK |
| ------------- | ------------------------ | ------------- |
| Num           | Coureuse                 | Pos           |
| 11            | Elisa Balsamo (ITA)      | 61e           |
| 12            | Brodie Chapman (AUS)     | AB            |
| 13            | Lauretta Hanson (AUS)    | 57e           |
| 14            | Gaia Realini (ITA)       | 5e            |
| 15            | Ilaria Sanguineti (ITA)  | 95e           |
| 16            | Amanda Spratt (AUS)      | 38e           |
| 17            | Shirin van Anrooij (NED) | 10e           |

| Ceratizit-WNT Pro Cycling WNT | Ceratizit-WNT Pro Cycling WNT | Ceratizit-WNT Pro Cycling WNT |
| ----------------------------- | ----------------------------- | ----------------------------- |
| Num                           | Coureuse                      | Pos                           |
| 21                            | Sandra Alonso (ESP)           | 78e                           |
| 22                            | Alice Maria Arzuffi (ITA)     | 65e                           |
| 23                            | Laura Asencio (FRA)           | 49e                           |
| 24                            | Nina Berton (LUX)             | 105e                          |
| 25                            | Lana Eberle (GER)             | AB                            |
| 26                            | Cédrine Kerbaol (FRA)         | AB-4                          |
| 27                            | Marta Lach (POL)              | 68e                           |

| SD Worx-Protime SDW | SD Worx-Protime SDW               | SD Worx-Protime SDW |
| ------------------- | --------------------------------- | ------------------- |
| Num                 | Coureuse                          | Pos                 |
| 31                  | Elena Cecchini (ITA)              | 58e                 |
| 32                  | Mischa Bredewold (NED) (route)    | 52e                 |
| 33                  | Niamh Fisher-Black (NZL)          | 3e                  |
| 34                  | Christine Majerus (LUX) (route)   | 42e                 |
| 35                  | Marlen Reusser (SUI) (route)      | 1re                 |
| 36                  | Chantal van den Broek-Blaak (NED) | 56e                 |

| Movistar Team MOV | Movistar Team MOV            | Movistar Team MOV |
| ----------------- | ---------------------------- | ----------------- |
| Num               | Coureuse                     | Pos               |
| 41                | Olivia Baril (CAN)           | 15e               |
| 42                | Jelena Erić (SRB) (route)    | 59e               |
| 44                | Floortje Mackaij (NED)       | AB-4              |
| 45                | Sara Martín (ESP)            | 90e               |
| 47                | Arlenis Sierra (CUB) (route) | 67e               |

| UAE Team ADQ UAD | UAE Team ADQ UAD                  | UAE Team ADQ UAD |
| ---------------- | --------------------------------- | ---------------- |
| Num              | Coureuse                          | Pos              |
| 51               | Karolina Kumięga (POL)            | 73e              |
| 52               | Eleonora Gasparrini (ITA)         | AB               |
| 53               | Erica Magnaldi (ITA)              | AB               |
| 54               | Federica Piergiovanni (ITA)       | 36e              |
| 55               | Dominika Włodarczyk (POL)         | AB-1             |
| 57               | Anastasia Carbonari (LAT) (route) | AB               |

| Fenix-Deceuninck FED | Fenix-Deceuninck FED          | Fenix-Deceuninck FED |
| -------------------- | ----------------------------- | -------------------- |
| Num                  | Coureuse                      | Pos                  |
| 61                   | Carina Schrempf (AUT) (route) | AB                   |
| 62                   | Petra Stiasny (SUI)           | 40e                  |
| 64                   | Sophie Wright (GBR)           | AB-1                 |
| 65                   | Fien Van Eynde (BEL)          | 109e                 |
| 66                   | Olha Kulynych (UKR)           | 27e                  |

| Liv AlUla Jayco LAJ | Liv AlUla Jayco LAJ       | Liv AlUla Jayco LAJ |
| ------------------- | ------------------------- | ------------------- |
| Num                 | Coureuse                  | Pos                 |
| 71                  | Anna Trevisi (ITA)        | 113e                |
| 72                  | Caroline Andersson (SWE)  | 13e                 |
| 73                  | Ingvild Gåskjenn (NOR)    | 35e                 |
| 74                  | Mavi García (ESP) (route) | 22e                 |
| 75                  | Urška Žigart (SLO)        | 53e                 |
| 76                  | Leila Gschwentner (AUT)   | AB                  |

| Liv-AlUla-Jayco Women's Continental Team ___ | Liv-AlUla-Jayco Women's Continental Team ___ | Liv-AlUla-Jayco Women's Continental Team ___ |
| -------------------------------------------- | -------------------------------------------- | -------------------------------------------- |
| Num                                          | Coureuse                                     | Pos                                          |
| 77                                           | Matilde Vitillo (ITA)                        | AB                                           |

| FDJ-Suez FST | FDJ-Suez FST          | FDJ-Suez FST |
| ------------ | --------------------- | ------------ |
| Num          | Coureuse              | Pos          |
| 82           | Léa Curinier (FRA)    | 12e          |
| 83           | Coralie Demay (FRA)   | 69e          |
| 84           | Amber Kraak (NED)     | 19e          |
| 85           | Alessia Vigilia (ITA) | 91e          |
| 86           | Jade Wiel (FRA)       | 43e          |
| 87           | Évita Muzic (FRA)     | 11e          |

| Team dsm-firmenich PostNL DFP | Team dsm-firmenich PostNL DFP | Team dsm-firmenich PostNL DFP |
| ----------------------------- | ----------------------------- | ----------------------------- |
| Num                           | Coureuse                      | Pos                           |
| 91                            | Francesca Barale (ITA)        | 54e                           |
| 92                            | Juliette Labous (FRA)         | 4e                            |
| 93                            | Anna van der Meiden (NED)     | 116e                          |
| 94                            | Josie Nelson (GBR)            | 60e                           |
| 95                            | Abi Smith (GBR)               | 97e                           |
| 96                            | Becky Storrie (GBR)           | 64e                           |
| 97                            | Églantine Rayer (FRA)         | 55e                           |

| Human Powered Health HPH | Human Powered Health HPH  | Human Powered Health HPH |
| ------------------------ | ------------------------- | ------------------------ |
| Num                      | Coureuse                  | Pos                      |
| 101                      | Julia Biryukova (UKR)     | 96e                      |
| 102                      | Audrey Cordon-Ragot (FRA) | AB-4                     |
| 103                      | Ruth Edwards (USA)        | 24e                      |
| 104                      | Marit Raaijmakers (NED)   | 74e                      |
| 105                      | Lily Williams (USA)       | 71e                      |
| 106                      | Alice Wood (GBR)          | 114e                     |
| 107                      | Katia Ragusa (ITA)        | 93e                      |

| Uno-X Mobility UXM | Uno-X Mobility UXM            | Uno-X Mobility UXM |
| ------------------ | ----------------------------- | ------------------ |
| Num                | Coureuse                      | Pos                |
| 111                | Amalie Dideriksen (DEN)       | 80e                |
| 112                | Anouska Koster (NED)          | 45e                |
| 113                | Joscelin Lowden (GBR)         | 48e                |
| 114                | Katrine Aalerud (NOR)         | 20e                |
| 115                | Marte Berg Edseth (NOR)       | 23e                |
| 116                | Solbjørk Minke Anderson (DEN) | 16e                |
| 117                | Rebecca Koerner (DEN) (route) | 84e                |

| Team Visma \| Lease a Bike TVL | Team Visma \| Lease a Bike TVL | Team Visma \| Lease a Bike TVL |
| ------------------------------ | ------------------------------ | ------------------------------ |
| Num                            | Coureuse                       | Pos                            |
| 121                            | Marianne Vos (NED)             | 6e                             |
| 122                            | Rosita Reijnhout (NED)         | 21e                            |
| 123                            | Anna Henderson (GBR)           | AB                             |
| 124                            | Riejanne Markus (NED)          | 18e                            |
| 125                            | Maud Oudeman (NED)             | 30e                            |
| 126                            | Margaux Vigié (FRA)            | AB-1                           |
| 127                            | Sophie von Berswordt (NED)     | 34e                            |

| Canyon-SRAM Racing CSR | Canyon-SRAM Racing CSR     | Canyon-SRAM Racing CSR |
| ---------------------- | -------------------------- | ---------------------- |
| Num                    | Coureuse                   | Pos                    |
| 131                    | Katarzyna Niewiadoma (POL) | 2e                     |
| 132                    | Elise Chabbey (SUI)        | 7e                     |
| 133                    | Antonia Niedermaier (GER)  | 25e                    |
| 134                    | Alex Morrice (GBR)         | 89e                    |
| 135                    | Selam Ahama Gerefiel (ETH) | AB                     |
| 136                    | Anastasiya Kolesava (BLR)  | 77e                    |

| Cofidis COF | Cofidis COF                    | Cofidis COF |
| ----------- | ------------------------------ | ----------- |
| Num         | Coureuse                       | Pos         |
| 141         | Julie Bego (FRA)               | 37e         |
| 142         | Victoire Berteau (FRA) (route) | 51e         |
| 143         | Flavie Boulais (FRA)           | 86e         |
| 144         | Špela Kern (SLO)               | 33e         |
| 145         | Lise Ménage (FRA)              | AB          |
| 146         | Nikola Nosková (CZE)           | 8e          |
| 147         | Valentine Fortin (FRA)         | 103e        |

| Bepink-Bongioanni BPK | Bepink-Bongioanni BPK               | Bepink-Bongioanni BPK |
| --------------------- | ----------------------------------- | --------------------- |
| Num                   | Coureuse                            | Pos                   |
| 151                   | Samantha Arnaudo (ITA)              | 76e                   |
| 152                   | Andrea Casagranda (ITA)             | 98e                   |
| 153                   | Nora Jenčušová (SVK) (route)        | 100e                  |
| 154                   | Monica Trinca Colonel (ITA)         | 29e                   |
| 155                   | Elisa Valtulini (ITA)               | 47e                   |
| 156                   | Ana Vitória Magalhães (BRA) (route) | 75e                   |
| 157                   | Prisca Savi (ITA)                   | 88e                   |

| Laboral Kutxa-Fundación Euskadi LKF | Laboral Kutxa-Fundación Euskadi LKF | Laboral Kutxa-Fundación Euskadi LKF |
| ----------------------------------- | ----------------------------------- | ----------------------------------- |
| Num                                 | Coureuse                            | Pos                                 |
| 161                                 | Ane Santesteban (ESP)               | 14e                                 |
| 162                                 | Jessenia Meneses (COL)              | 66e                                 |
| 163                                 | Lourdes Oyarbide (ESP)              | 83e                                 |
| 164                                 | Nadia Quagliotto (ITA)              | 39e                                 |
| 165                                 | Marta Romeu (ESP)                   | AB                                  |
| 166                                 | Aileen Schweikart (GER)             | 107e                                |
| 167                                 | Catalina Soto (CHI)                 | 85e                                 |

| Eneicat-CMTeam EIC | Eneicat-CMTeam EIC           | Eneicat-CMTeam EIC |
| ------------------ | ---------------------------- | ------------------ |
| Num                | Coureuse                     | Pos                |
| 171                | Andrea Alzate (COL)          | 70e                |
| 172                | Irene Mendez Melgarejo (ESP) | AB                 |
| 173                | Ariana Gilabert (ESP)        | AB                 |
| 174                | Adèle Normand (CAN)          | 28e                |
| 175                | Daniela Campos (POR)         | 112e               |
| 176                | Valentina Basilico (ITA)     | 102e               |
| 177                | Carolina Vargas (COL)        | 94e                |

| Massi Baix Ter MAT | Massi Baix Ter MAT  | Massi Baix Ter MAT |
| ------------------ | ------------------- | ------------------ |
| Num                | Coureuse            | Pos                |
| 181                | Mireia Trias (ESP)  | 104e               |
| 182                | Ainara Albert (ESP) | AB                 |
| 183                | Susana Perez (ESP)  | 108e               |
| 184                | Ingrid Ruiz (ESP)   | 115e               |
| 185                | Amalie Lutro (NOR)  | AB                 |
| 186                | Marta Romance (ESP) | AB                 |
| 187                | Laia Bosch (ESP)    | AB-1               |

| VolkerWessels VWT | VolkerWessels VWT           | VolkerWessels VWT |
| ----------------- | --------------------------- | ----------------- |
| Num               | Coureuse                    | Pos               |
| 191               | Laura Molenaar (NED)        | 106e              |
| 192               | Quinty Schoens (NED)        | 32e               |
| 193               | Margot Vanpachtenbeke (BEL) | 72e               |
| 194               | Anneke Dijkstra (NED)       | 62e               |
| 195               | Eline Jansen (NED)          | 26e               |
| 196               | Valerie Demey (BEL)         | 92e               |

| Lotto Dstny Ladies LDL | Lotto Dstny Ladies LDL      | Lotto Dstny Ladies LDL |
| ---------------------- | --------------------------- | ---------------------- |
| Num                    | Coureuse                    | Pos                    |
| 201                    | Maureen Arens (NED)         | 99e                    |
| 202                    | Fauve Bastiaenssen (BEL)    | 101e                   |
| 203                    | Thalita de Jong (NED)       | 9e                     |
| 204                    | Audrey De Keersmaeker (BEL) | 79e                    |
| 205                    | Mieke Docx (BEL)            | AB                     |
| 206                    | Esmée Gielkens (BEL)        | 81e                    |
| 207                    | Quinty van de Guchte (NED)  | 63e                    |

| Hess Cycling Team HCT | Hess Cycling Team HCT         | Hess Cycling Team HCT |
| --------------------- | ----------------------------- | --------------------- |
| Num                   | Coureuse                      | Pos                   |
| 211                   | Sara Casasola (ITA)           | AB                    |
| 212                   | Imogen Cotter (IRL)           | AB                    |
| 213                   | Nicole Frain (AUS)            | 82e                   |
| 214                   | Rotem Gafinovitz (ISR)        | AB                    |
| 215                   | Alice McWilliam (GBR)         | 111e                  |
| 216                   | Holly Ramsey (GBR)            | AB                    |
| 217                   | Marjolein van 't Geloof (NED) | 110e                  |